# Pink Narcissus
Pink Narcissus (1971) es una película estadounidense dirigida por James Bidgood, que narra las fantasías sexuales de un joven prostituto.

## Sinopsis
Entre las visitas de sus clientes, un bello joven prostituto (Bobby Kendall) fantasea sobre mundos donde él es el principal protagonista. Así, se imagina como torero, esclavo romano con el emperador que lo condena, o encargado de un harén masculino al que otro muchacho realiza una danza del vientre. El título del film recoge precisamente este comportamiento narcisista del joven.

## Producción
La película fue grabada en su mayor parte en film de 8 milímetros, con una imaginativa y brillante iluminación. Aparte la escena final, que fue grabada en un desván de Manhattan, fue rodada íntegramente (incluyendo las escenas exteriores) en el pequeño apartamento de Nueva York de Bidgood, durante un periodo de siete años (a partir de 1963 hasta 1970); fue ultimada y estrenada sin el consentimiento del director, que se incluyó en los créditos como Anónimo.

## Autoría
Como no se conocía con certeza el nombre del cineasta, había rumores que apuntaban a Andy Warhol. A mediados de la década de 1990, el escritor Bruce Benderson, obsesionado con la película, comenzó una búsqueda para hallar al verdadero autor, basándose en varias pistas. Finalmente, comprobó la autoría de James Bidgood, que todavía vivía en Manhattan y trabajaba sobre un guion. En 1999, la editorial Taschen publicó un libro escrito y supervisado por Benderson sobre el trabajo fotográfico y fílmico de Bidgood.
El estilo inequívoca e intencionadamente kitsch de Bidgood ha sido imitado y revisado posteriormente por muchos artistas, como los fotógrafos franceses Pierre et Gilles.
En 2003, la película fue relanzada de nuevo por la distribuidora Strand Releasing.

## Música
- Modest Músorgski: Cuadros en una exposición; Noche en el monte Pelado.